# 信義宗聖彼得和保羅教堂

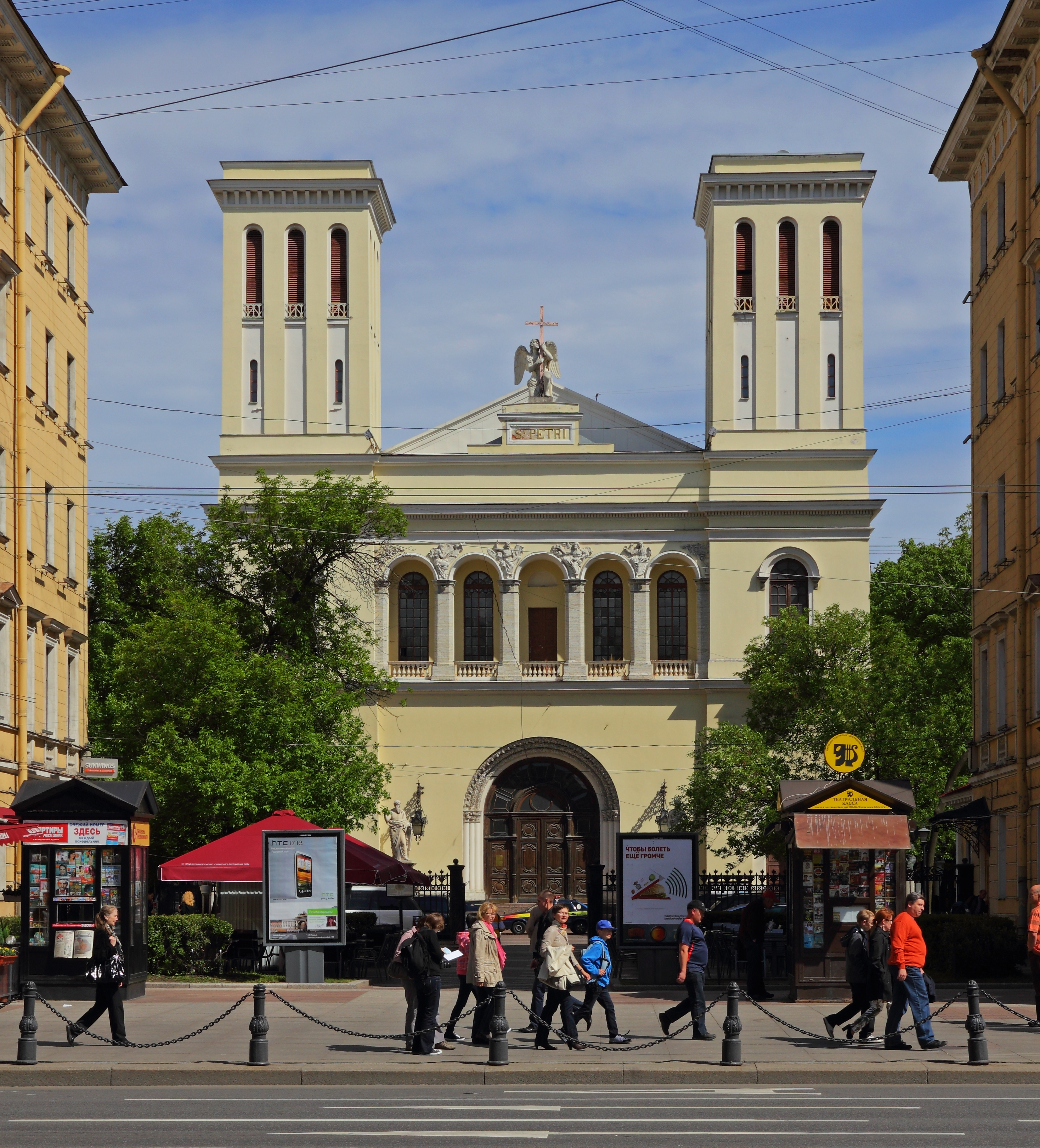
信義宗聖彼得和保羅教堂

信義宗聖彼得和保羅教堂（俄语：Лютеранская церковь Святых Петра и Павла）是俄羅斯聖彼得堡的一座信義宗教堂，位於聖彼得堡市內最繁華的涅瓦大街22-24号。現在的教堂修建於1833年至1837年期間，由德國人修建。在蘇聯時期，教堂曾被關閉並改建為游泳池。蘇聯解體之後，政府決定將教堂還給教會，並修復教堂建築。現在教堂使用俄語和德語禮拜。
59°56′12″N 30°19′26″E / 59.9367°N 30.3239°E